# Chlorophorus kanekoi
Chlorophorus kanekoi är en skalbaggsart som beskrevs av Masaki Matsushita 1941. Chlorophorus kanekoi ingår i släktet Chlorophorus och familjen långhorningar.
Artens utbredningsområde är Taiwan. Inga underarter finns listade i Catalogue of Life.